# Ramadasa biarcuata
Ramadasa biarcuata là một loài bướm đêm trong họ Noctuidae.